# غرايم سوندرز
غرايم سوندرز هو بحار كندي، ولد في 19 يوليو 1990.

## وصلات خارجية
- غرايم سوندرز على موقع اللجنة الأولمبية الدولية (الإنجليزية)
- غرايم سوندرز على موقع أوليمبيديا (الإنجليزية)
- غرايم سوندرز على موقع اللجنة الأولمبية الكندية (الإنجليزية)